# Hemidasys
Hemidasys is een geslacht van buikharigen uit de familie van de Thaumastodermatidae. De wetenschappelijke naam van het geslacht soort werd voor het eerst geldig gepubliceerd in 1867 door Claparède.

## Soorten
- Hemidasys agaso Claparède, 1867